# Карен Кросс
Карен Кросс (англ. Karen Cross; нар. 19 лютого 1974, Ексетер, Девон, Англія) — колишня британська тенісистка.
Найвищу одиночну позицію світового рейтингу — 134 місце досягла 22 червня 1998, парну — 196 місце — 5 жовтня 1998 року.
Здобула 3 одиночні та 3 парні титули.
Найвищим досягненням на турнірах Великого шолома було 3 коло в одиночному розряді.
Завершила кар'єру 2001 року.

## Фінали ITF

### Одиночний розряд (3–0)
| Фінали за категорією   |
| турніри $100,000 (0/0) |
| турніри $75,000 (0/0)  |
| турніри $50,000 (0/0)  |
| турніри $25,000 (0/0)  |
| турніри $10,000 (3/0)  |

| Фінали за покриттям |
| Тверде (0/0)        |
| Ґрунт (2/0)         |
| Трава (1/0)         |
| Килим (0/0)         |

| Результат | Дата          | Категорія   | Турнір                        | Покриття | Суперниця          | Рахунок            |
| --------- | ------------- | ----------- | ----------------------------- | -------- | ------------------ | ------------------ |
| Перемога  | 26 липня 1993 | ITF $10,000 | Стамбул, Туреччина            | Ґрунт    | Ґюльберк Ґюльтекін | 4–6, 7–5, 7–6(7–4) |
| Перемога  | 8 травня 1995 | ITF $10,000 | Лі-он-Солент, Велика Британія | Ґрунт    | Джо Дьюрі          | 6–4, 6–4           |
| Перемога  | 8 липня 1997  | ITF $10,000 | Філікстоу, Велика Британія    | Трава    | Суріна Де Беер     | 6–1, 7–5           |

### Парний розряд (3–3)
| Фінали за категорією   |
| турніри $100,000 (0/0) |
| турніри $75,000 (0/0)  |
| турніри $50,000 (0/0)  |
| турніри $25,000 (1/0)  |
| турніри $10,000 (2/3)  |

| Фінали за покриттям |
| Тверде (1/1)        |
| Ґрунт (1/1)         |
| Трава (1/1)         |
| Килим (0/0)         |

| Результат | Дата            | Категорія   | Турнір                     | Покриття   | Партнерка       | Суперниці                  | Рахунок            |
| --------- | --------------- | ----------- | -------------------------- | ---------- | --------------- | -------------------------- | ------------------ |
| Поразка   | 24 квітня 1995  | ITF $10,000 | Единбург, Велика Британія  | Ґрунт      | Ліззі Джелфс    | Робін Модслі Лорна Вудрофф | 3–6, 1–6           |
| Перемога  | 8 травня 1995   | ITF $10,000 | Единбург, Велика Британія  | Ґрунт      | Ліззі Джелфс    | Кає Генд Клер Тейлор       | 3–6, 6–3, 6–0      |
| Перемога  | 7 серпня 1995   | ITF $10,000 | Саутсі, Велика Британія    | Трава      | Джейн Вуд       | Наталі Кахана Ошрі Шашуа   | 6–4, 7–5           |
| Поразка   | 14 липня 1997   | ITF $10,000 | Фрінтон, Велика Британія   | Трава      | Наталія Єгорова | Джоан Ворд Лорна Вудрофф   | 4–6, 6–2, 0–6      |
| Поразка   | 29 вересня 1997 | ITF $10,000 | Ноттінгем, Велика Британія | Тверде (i) | Ліззі Джелфс    | Лусі Ал Джоан Ворд         | 6–7(8–6), 2–6      |
| Перемога  | 12 квітня 1999  | ITF $25,000 | Кань-сюр-Мер, Франція      | Тверде     | Аманда Грем     | Луїс Флемінг Катрін Танв'є | 6–4, 3–6, 7–6(8–6) |

## Досягнення
| W | Ф | ПФ | ЧФ | #Р | КТ | К# | DNQ | A | NH |

### Одиночний розряд
| Турнір                                 | 1993     | 1994     | 1995     | 1996     | 1997     | 1998     | 1999 | 2000     | 2001     | В-П | Усп   |
| -------------------------------------- | -------- | -------- | -------- | -------- | -------- | -------- | ---- | -------- | -------- | --- | ----- |
| Турніри Великого шолома                |          |          |          |          |          |          |      |          |          |     |       |
| Відкритий чемпіонат Австралії з тенісу | Відсутня | Відсутня | Відсутня | Відсутня | Відсутня | Відсутня | К1р  | Відсутня | Відсутня | 0–0 | 0 / 0 |
| Відкритий чемпіонат Франції з тенісу   | Відсутня | Відсутня | Відсутня | Відсутня | Відсутня | К3р      | К1р  | К1р      |          | 0–0 | 0 / 0 |
| Вімблдонський турнір                   | 1р       | 1р       | 1р       | К1р      | 3р       | 2р       | 2р   | 1р       | 2р       | 5–8 | 0 / 8 |
| Відкритий чемпіонат США з тенісу       | Відсутня | Відсутня | Відсутня | Відсутня | К1р      | К1р      | К1р  | Відсутня | Відсутня | 0–0 | 0 / 0 |
| В-П                                    | 0–1      | 0–1      | 0–1      | 0–0      | 2–1      | 1–1      | 1–1  | 0–1      | 1–1      | 5–8 | 0 / 8 |
| Рейтинг на кінець року                 | 325      | 295      | 241      | 305      | 146      | 162      | 198  | 311      | UNR      |     |       |

### Парний розряд
| Турнір                                 | 1991     | 1992     | 1993     | 1994     | 1995     | 1996     | 1997     | 1998     | 1999     | 2000     | В–П | Усп   |
| -------------------------------------- | -------- | -------- | -------- | -------- | -------- | -------- | -------- | -------- | -------- | -------- | --- | ----- |
| Турніри Великого шолома                |          |          |          |          |          |          |          |          |          |          |     |       |
| Відкритий чемпіонат Австралії з тенісу | Відсутня | Відсутня | Відсутня | Відсутня | Відсутня | Відсутня | Відсутня | Відсутня | Відсутня | Відсутня | 0–0 | 0 / 0 |
| Відкритий чемпіонат Франції з тенісу   | Відсутня | Відсутня | Відсутня | Відсутня | Відсутня | Відсутня | Відсутня | Відсутня | Відсутня | Відсутня | 0–0 | 0 / 0 |
| Вімблдонський турнір                   | К2р      |          | К2р      | Відсутня | Відсутня | К1р      |          | 1р       | 1р       | К1р      | 0–2 | 0 / 2 |
| Відкритий чемпіонат США з тенісу       | Відсутня | Відсутня | Відсутня | Відсутня | Відсутня | Відсутня | Відсутня | Відсутня | Відсутня | Відсутня | 0–0 | 0 / 0 |
| Виграші–програші                       | 0–0      | 0–0      | 0–0      | 0–0      | 0–0      | 0–0      | 0–0      | 0–1      | 0–1      | 0–0      | 0–2 | 0 / 2 |

### Мікст
| Турнір                                 | 1999 | В–П | Усп   |
| -------------------------------------- | ---- | --- | ----- |
| Турніри Великого шолома                |      |     |       |
| Відкритий чемпіонат Австралії з тенісу |      | 0–0 | 0 / 0 |
| Відкритий чемпіонат Франції з тенісу   |      | 0–0 | 0 / 0 |
| Вімблдонський турнір                   | 1р   | 0–1 | 0 / 1 |
| Відкритий чемпіонат США з тенісу       |      | 0–0 | 0 / 0 |
| Виграші–програші                       | 0–1  | 0–1 | 0 / 1 |

### Кубок Федерації
| Кубок Федерації 1994, зона Європа/Африка |                  |          |       |            |                           |                              |                            |                           |
| Дата                                     | Місце проведення | Покриття | Раунд | Суперниці  | Підсумковий рахунок матчу | Матч                         | Суперниця                  | Рахунок у своєму поєдинку |
| 20 Кві 1994                              | Бад-Вальтерсдорф | Ґрунт    | RR    | Росія      | 2–1                       | Парний розряд(з Жулі Пуллен) | Юлія Лютрова/Тетяна Панова | 5–7, 5–7 (L)              |
| Кубок Федерації 1998, зона Європа/Африка |                  |          |       |            |                           |                              |                            |                           |
| 14–16 Кві 1998                           | Мурсія           | Ґрунт    | RR    | Португалія | 1–2                       | Одиночний розряд             | Софія Празеріс             | 6–2, 2–6, 4–6 (L)         |
| 14–16 Кві 1998                           | Мурсія           | Ґрунт    | RR    | Польща     | 1–2                       | Одиночний розряд             | Магдалена Гжибовська       | 1–6, 2–6 (L)              |
| 14–16 Кві 1998                           | Мурсія           | Ґрунт    | RR    | Мадагаскар | 3–0                       | Одиночний розряд             | Фаратіана Расоарілалао     | 6–1, 6–3 (П)              |